# Collectio Sangermanensis (BnF, lat. 12098)
Die Collectio Sangermanensis ist eine Kanones-Sammlung, die spätantike Dokumente zum Drei-Kapitel-Streit und zum Pelagianismus überliefert. Die Sammlung enthält insbesondere den Codex Encyclius und das Breviarium des Liberatus von Karthago, für die sie jeweils die einzige Überlieferung ist, sowie mehrere Papstbriefe.
Sie ist in zwei Handschriften des 9. Jahrhunderts erhalten (Paris, BnF, lat. 12098 und Wien, ÖNB, Cod. 397); eine dritte aus Beauvais lag unter anderem Baluze noch vor, ist heute aber verloren. Der Pariser Codex stammt aus Saint-Germain, weshalb Eduard Schwartz die Sammlung als Sangermanensis bezeichnete; um sie von anderen Sammlungen, die nach Saint-Germain benannt sind, zu unterscheiden, wird die heutige Signatur angegeben.
Steffen Patzold hat argumentiert, dass die Sangermanensis über die Hofbibliothek Karls des Großen nach Nordwesteuropa gelangt sei.
Die maßgebliche Ausgabe stammt von Eduard Schwartz, der die Sangermanensis im Rahmen seines Projektes Acta Conciliorum Oecumenicorum edierte (ACO 2,5, 1–155). Er ließ dabei den letzten Teil weg, der seiner Überzeugung nach eine spätere Hinzufügung darstellte; Patzold hingegen hält eine Ergänzung noch in Vivarium Mitte des sechsten Jahrhunderts für plausibel.

## Links
- Christof Rolker: Collectio Sangermanensis in Paris, BnF, lat. 12098. In: Clavis canonum: Handbook and Database.